# Cerebralna autozomno dominantna arteriopatija sa subkortikalnim infarktima i leukoencefalopatijom
Cerebralna autozomno dominantna arteriopatija sa subkortikalnim infarktima i leukoencefalopatijom ili akronim CADASIL je nasledna mikroangiopatija izazvana mutacijom Notch3 gena na hromozomskom lokusu 19p12, koja se karakteriše ponavljajućim moždanim udarima i vaskularnom demencijom. Pretežno se javlja kod osoba mlađe i srednje životne dobi, zbog progresivnih poremećaja funkcije malih arterijskih krvnih sudova u mozgu.
Klinički se manifestuje migrenom, moždanim udarom, lezijama bele moždane mase, i pratećim kognitivnim oštećenjem kod nekih pacijenata.
Dijagnoza se postavlja na osnovu tipične kliničke slike i karakterističnog nalaza magnetne rezonance (MR) mozga, a potvrđuje biopsijom suralnog živca, mišića i kože, kao i genetskom analizom. 
Do razvoja novih neurovizuelizacionih metoda, pre svega magnetne rezonantne tomografije, kao i tehnika patohistoloških i genetskih analiza, smatralo se da je CADASIL retka bolest. Iako se širom sveta ova bolest sve više prepoznaje i dalje je veći broj porodica s ovim entitetom neprepoznat, jer CADASIL često ostaje nedijagnostikovana, posebno u nerazvijenim zemljama sveta.

## Nazivi
CADASIL (akronim) — Cerebralna autozomno dominantna arteriopatija sa subkortikalnim infarktima i leukoencefalopatijom — Cerebralna arteriopatija sa subkortikalnim infarktima i leukoencefalopatijom
— Urođena vaskularna leukoencefalopatija — Nasledna demencija, multi-infarktniog tipa

## Tumačenja akronima CADASIL
Akronim CADASIL je skraćenica od engleskih reči: Cerebral Autosomal Dominant Arteriopathy with Subcortical Infarcts and Leukoencephalopathy. Iako je ovaj naziv prilično težak, on precizno opisuje sledeće ključne karakteristike bolesti: 
- Cerebral  — znači da je bolest povezana sa mozgom.
- Autosomal Dominant — znači da je bolest genetska i nasleđena na poseban način.
- Arteriopathy — znači da postoji oštećenje krvnih sudova.
- Subcortical znači da bolest pogađa unutrašnje delove mozga.
- Infarcts and Leukoencephalopathy — znači da je bolest izazvana infarktom i leukoencefalopatijom ili moždanim udarom i drugim povredama mozga, naročito unutar dubokog dela mozga zvanog bela masa.

## Istorija
Iako je bolest prvi put opisano 70-tih godina 20. veka u jednoj švedskoj porodici, akronim CADASIL se nije pojavio sve do ranih 1990-ih.
Da je CADASIL uzrokovana mutacijom u genu NOTCH3 na hromozomu 19q12 prvi put je identifikovana 1996. godine.

## Epidemiologija
CADASIL je oblik retke multifarktne demencije i drugih neuroloških problema nastslih zbog defekta odnosno mutacije u genu NOTCH3 na hromosomu 19q12. često udruženih sa nekoliko malo drugačijih, ali bliskih mutacija. Nasleđena je kao autozomno dominantna bolest, a postoje i porodični klasteri, pa je u svetu prijavljeno oko 400 ugroženih porodica. Mutacija je u NOTCH3 genu.
Morbiditet/Mortalitet
Incidencija i prevalencija i stopa smrtnosti kod CADASIL-a na globalnom nivou nije poznata. Iako je prava prevalencija CADASIL-a nepoznata, jedna škotska studija pokazala je da je učestalost CADASIL-a u toj populaciji bila oko 2 na 100.000 odraslih. Dok je jedna Holandska studija otkrila da je skoro 25% ispitanika sa CADASIL imalo infarkt miokarda.
Početak kliničkih simptoma obično je u četvrtoj deceniji života, sa srednjom starošću bolesnika od 46,1 godina. Prijavljen je i simptomatski početak CADASIL već u uzrastu od 8 godina.
Srednja starost pacijenata u vreme smrti je 61 godina, nakon srednjeg trajanja bolesti od oko 23 godine. Muškarci umiru ranije nego žene. Manje od polovine pacijenata starijih od 60 godina moglo је hodati bez pomoći, dok je oko 80% pacijenata postalo potpuno zavisno neposredno pred smrt.
Rasa
Iako je CADASIL prvi put prijavljen u evropskim porodicama, uočen je i u američkim, bliskoistočnim, afričkim i azijskim porodicama.
Pol
Nema razlike u incidenciji CADASIL između polova.

## Etiopatogeneza
CADASIL je, najčešća nasledna bolest koja dovodi do vaskularne demencije iz grupe neaterosklerotskih arteriopatija koja je posledica izazvana mutacijom Notch3 gena na hromozomskom lokusu 19q12. Mutacije gena NOTCH3 dovode do proizvodnje abnormalnog proteina Notch3 receptora, koji narušava funkciju i preživljavanje vaskularnih glatkih mišićnih ćelija. Poremećaj funkcionisanja Notch3 može dovesti do samouništenja (apoptoze) ovih ćelija. U mozgu, gubitak vaskularnih glatkih mišićnih ćelija dovodi do oštećenja krvnih sudova što može izazvati znake i simptome CADASIL-a.
Ovo stanje utiče na protok krvi u malim krvnim sudovima naročito krvnim sudovima u mozgu. Mišićne ćelije koje okružuju ove krvne sudove (vaskularne glatke mišićne ćelije) su abnormalne i postepeno umiru. Tako u mozgu, nastalo oštećenje krvnih sudova (arteriopatija) može izazvati migreneu, često sa vizuelnim senzacijama ili aurama, ili povratnim napadima (epilepsijom).
Oštećeni krvni sudovi smanjuju protok krvi i mogu prouzrokovati smrt tkiva (infarkte) u celom telu. Infarkt u mozgu može dovesti do jednog moždanog udara, koji se kod osoba sa CADASIL-om javiti u bilo kom životnom dob od djetinjstva do kasnog odraslog doba, ali se obično događa u srednjem odraslom dobu.
Osobe sa CADASIL-om često imaju više od jednog moždanog udara tokom svog života. Povremeni moždani udarci mogu oštetiti mozak tokom vremena. Udari koji se javljaju u subkortikalnom području mozga, koji su uključeni u rasuđivanje i pamćenje, mogu uzrokovati progresivni gubitak intelektualne funkcije (demencijea) i promene raspoloženja i ponašanja.
Mnogi bolesnici sa CADASIL-om takođe razvijaju leukoencefalopatiju, zbog promena u tipu moždanog tkiva zvanog bela masa koji se može videtina magnetnoj rezonantnoj tomografiji (MRI).

## Klinička slika
Iako ne postoje opšteprihvaćeni kriterijimu za dijagnozu CADASIL osnovne karakteristike kliničke slike su:
- Epizode slične moždanom udaru pre 60 godine života (obično između 30-ih i 60-ih godina života)
- Kognitivni poremećaj (sindrom izvršne vlasti)
- Bihevioralne abnormalnosti. Psiholoških simptoma kao što su anksioznost ili depresija su česti Nije neuobičajeno da pacijent psihološki odgovori na moždani udar tako što će postati depresivan, ali u mnogim slučajevima to je reverzibilno i lečljivo. U pojedinačnim slučajevima psihijatrijski simptomi kao što su halucinacije, zablude, teskobe, promene u percepciji ili raspoloženju (manično ili depresivno) mogu biti prvi simptomi ove bolesti.
- Migrena sa aurom, sa kojom obično i počinje bolest tokom treće decenije u 30 do 40% pacijenata.
- Nakon ishemijskih događaj između 30-ih i 60-ih godina života, bolest napreduje do demencije i smrti.
- Epileptički napadi se mogu javiti u malom procentu, ali se mogu dobro lečiti lijekovima.
- Epizode konfuzije ili poremećaja u svesti su uočene kod pojedinačnih slučajeva,i traju nekoliko sati do nekoliko dana i mogu biti povezane sa groznicom ili epileptičkim napadima.
- Moždani udari su subkortikalni ishemijski događaji koji se javljaju u 84% bolesnika sa progresivnom ili postepenom subkortikalnom demencijom i pseudobulbarnom paralizom u 31% slučajeva.[29]

Migrena sa aurom se javlja kod 22%, a poremećaji raspoloženja sa teškim depresivnim epizodama u 20% bolesnika. U nekim slučajevima pored progresivna demencija i abnormalnosti hoda javljau se i simptomi koji ukazuju na Parkinsonovu bolest.
Kod jedne grupe pacijenata ishemijske epizode, obično klasični TIA ili lakunarni udarci, povremeno mogu biti sa podmuklim deficitima koji su se razvili tokom nekoliko dana. Kognitivni deficiti su uočeni kod 59% bolesnika, migrena kod 38%, psihijatrijski simptomi kod 30% i epilepsija kod 10% bolesnika. 
Demencija može početi već u 35. godini života, a do 45 godina više od 50% ima karakteristične znake demencije.
Smrt je često u šestoj deceniji. Većina ponavljajućih moždanih udara, ili prolaznih ishemijskih napada (TIA), su klasični lakunarni infarkti (LACI). Oni nisu povezani sa hipertenzijom ili bilo kojim drugim faktorima vaskularnog rizika.

## Dijagnoza
Za postavljanje dijagnoze, pored kliničke slike koja se ispoljava migrenom s aurom, izmenom raspoloženja, ponavljanim ishemijskim moždanim udarima i progresivnim kognitivnim padom, MRI i biopsije kože, ključan test je genetska analiza.
Genetsko testiranje
CADASIL je uzrokovan mutacijom (greškom) u strukturi gena NOTCH3. Ispostavlja se, međutim, da mutacija može imati različite oblike i da svi ljudi sa CADASIL-om nemaju istu preciznu mutaciju. Unutar porodice, svi oni koji su pogođeni bolešću će imati istu mutaciju NOTCH3.
Otkrivanje mutacije se smatra 100% dokazom postojanja bolesti. Pošto je NOTCH3 gen veoma velik, potraga za mutacijama može biti kompleksna. Iz tog razloga, ako je mutacija poznata u porodici, laboratorija može ograničiti testiranje kod pojedinaca koji su izloženi riziku za određene mutacije. Za početno testiranje u porodici, laboratorija će sekvencirati velike segmente gena NOTCH3 u potrazi za mutacijom.

Samo je mala količina krvi, koja se može uzeti iz vene, potrebna je za genetsko testiranje. U Sjedinjenim Državama postoji samo jedna komercijalna laboratorija koja nudi genetičko testiranje za CADASIL.
Magnetna rezonancija (MRI)
Magnetna rezonancija (MRI) je metoda za izradu detaljnih slika mozga. Osjetljivost metode je 93% a specifičnost 45%. U CADASIL-u, MR pokazuje promene u dubokim delovima mozga, posebno u beloj masi, koja leži ispod spoljnih slojeva mozga (korteksa ili sive mase) i formira veze između područja mozga tako da oni rade na jedinstven način.
Pregled moždanog parenhima metodom magnetne rezonantne tomografije ukazuje na:
- ekstenzivne ishemijske LBM, tipično u prednjem polu temporalnog režnja, u vidu lakunarne ishemije u ponsu i eksternoj kapsuli,
- mikrokrvarenja i
- atrofiju mozga.

Karakterističan nalaz MRI kod pacijenata sa CADASIL-om je prisustvo izolovanih T2 hiperintenziteta koje uključuju temporalne polove, što je karakteristika na osnovu koje se može razlikovati ovo stanje od hronične mikrovaskularne ishemije izazvane hipertenzijom. 
Kako kod drugih poremećaja, kao što je multipla skleroza, koja uzrokuju promene bele mase koje izgledaju slično na MRI kao i one kod CADASIL bolest se ne može uvek dijagnostikovati samo uz pomoć MRI. Međutim, na CADASIL se može posumnjati ako su promene bele mase koncentrisan u određenim područjima mozga (čeoni režnjevi i/ili temporalni režnjevi).
Često je korisno da se MRI skenovi kod bolesnika sa CADASIL-om ponavljaju svakih nekoliko godina kako bi se eventualno utvrdila progresija bolesti.
Biopsija kože
Patohistološka analiza uzorka kože ili mišića dobijenih biopsijom može da pokaže postojanje tipičnih ultrastrukturnih promena, posebno granuliranog osmiofilnog materijala u mediji arteriola. CADASIL uzrokuje karakteristične promjene u krvnim sudovima u gotovo svim delovima tela. Ove vaskularne promene mogu biti presudne u postavljanju dijagnoze, ali se mogu videti samo pod snažnim elektronskim mikroskopom. Pošto krvni sudovi mozga ne mogu biti direktno analizirani, mikroskopski pregled se vrši na lakše dostupnim krvnim sudovima u koži. Pod lokalnom anestezijom, mali komad kože se uzima iz nadlaktice ili butine, a nastala rana se zatvara sa jednim ili dva konca.
Uzorak tkiva se zatim šalje u ustanovu koja ima elektronski mikroskop. Pod uvećanjem, promene tipične za CADASIL mogu se videti u zidovima krvnih sudova. Jedna od ovih karakteristika se naziva granulirani osmiofilni materijal, ili GOM, za koji se smatra da je napravljen od nakupina viška proteina. Ako se takve promene mogu otkriti, CADASIL dijagnoza se može smatrati potvrđenom.
 

Ključno ograničenje za biopsiju kože je mogućnost da se bolest može promašiti ako uzorak kože ne sadrži bolesne krvne sudove.

## Diferencijalna dijagnoza
Diferencijalno dijagnostički kod sumnje na cerebralnu autozomno dominantnu arteriopatiju sa subkortikalnim infarktima i leukoencefalopatijom treba uzeti u obzir i sledeće bolesti:
- Multiplau sklerozu - MRI skeniranje je važno za razlikovanje.
- Binsvangerovu bolest (subkortikalnu vaskularnu demenciju)
- Primarni angiitis nervnog sistema
- Vaskularnu demenciju (drugi oblici)
- Akutni diseminirani encefalomijelitis
- Behčetova bolest
- HIV encefalopatija i AIDS demencija
- Lajmska bolest
- Neurosarkoidoza
- Neurosifilis.[40]

## Terapija
Specifično lečenje ne postoji, pa se koristi samo simptomatska terapija. Iako ne postoji lek za sam CADASIL, mnogi simptomi bolesti mogu se uspešno lečiti. Na primjer:
- Napadi migrene i epileptički napadi mogu se lečiti konvencionalnim lekovima za ovu vrstu poremećaja.
- Depresija i gubitak pamćenja mogu se tretirati i lekovima i terapijom. Ove tretmane treba propisati obučeni neurolog ili psihijatar.

Moguća primena niskih doze aspirina nije dokazana kao efikasna, iako se on često koriste za sprečavanje moždanog udara. 
Varfarin (kumadin) i TPA (za rastvaranje krvnih ugrušaka) treba izbegavati jer povećavaju rizik od krvarenja u mozgu. 
Triptane za lečenje migrene takođe treba izbegavati jer povećavaju rizik od moždanog udara.. 
Inhibitori acetilholinesteraze (npr donepezil) nemaju značajan uticaj na kognitivnu funkciju, iako mogu imati neke koristi za regulaciju izvršnih funkcija.
Treba razmotriti i druge oblike terapije, pored lekova. Fizikalna terapija, savetovanje, govorna terapija i radna terapija često imaju pozitivan uticaj na simptome bolesti. 
Kao posebna preporuka, uz simptomatsku terapiju navodi se stroga kontrola vaskularnih faktora rizika, kako njihovo istovremeno postojanje kod osobe obolele od CADASIL dodatno ne bi pogoršavali kliničku i neuroradiološku sliku.

## Prognoza
Srednja starost umrlih bolesnika obolelih cerebralne autozomno dominantne arteriopatije sa subkortikalnim infarktima i leukoencefalopatijom bila je 53,2 ± 10,9 godina za muškarce i 59,3 ± 8,8 godina za žene.

## Briga bolesnika o svom zdravlju
Kako trenutno, postoje ograničene medicinske intervencije za kontrolu prirodne progresije CADASIL-a, bolesnicima se savetuje da uspostave zdrav način života koji smanjuje rizik od dodatnih povreda krvnih sudova. Ovi faktori rizika uključuju:
- visok krvni pritisak,
- dijabetes,
- visok holesterol,
- gojaznost,
- pušenje,
- nedostatak fizičke aktivnosti i druge kontrolisane uslove.

To znači, da pušači prestanu pušiti, da se krvni pritisak, nivo šećera u krvi i nivo holesterola treba pratiti u redovnim intervalima i tretirati ako je potrebno., a jako je važno i vežbanje.
Kontracepcijska pilula su takođe faktor rizika. Stoga, ako je moguće, žene treba da prestanu da koriste pilulu ili, ako je potrebno, pređu na preparat koji imaju niži sadržaj estrogena (sadržaj estrogena manji od 50 µg). 
Osim toga, bolesnici trebaju osigurati odgovarajući unos tečnosti (2 do 3 litre tečnosti dnevno, ne računajući kafu, čaj ili alkoholna pića). Ovo je posebno važno u vrelim danima.

## Napomene
1. ↑  Protein NOTCH3 igra ključnu ulogu u funkciji i preživljavanju vaskularnih glatkih mišićnih ćelija, koje su mišićne ćelije koje okružuju krvne sudove. Smatra se da je ovaj protein neophodan za održavanje krvnih sudova, uključujući i one koji opskrbljuju mozak krvlju.

## Literatura
- Tournier-Lasserve E, Joutel A, Melki J;  . (1993). „Cerebral autosomal dominant arteriopathy with subcortical infarcts and leukoencephalopathy maps on chromosome 19q12”. Nat Genet. 3 (3): 256—9. PMID 8485581. S2CID 13031278. doi:10.1038/ng0393-256..
- Tournier-Lasserve, E; Iba-Zizen, M T; Romero, N; Bousser, M G (1991). „Autosomal dominant syndrome with strokelike episodes and leukoencephalopathy.”. Stroke. 22 (10): 1297—1302. ISSN 0039-2499. doi:10.1161/01.str.22.10.1297.
- Chabriat H, Vahedi K, Iba Zizen MT;  . (1995). „Clinical spectrum of CADASIL: a study of 7 families”. Lancet. 346 (8980): 934—9. PMID 7564728. S2CID 44289660. doi:10.1016/S0140-6736(95)91557-5..
- FedericoA, Bianchi S, Dotti MT (2005). „The spectrum of mutations for CADASIL diagnosis”. Neurol Sci. 26 (2): 117—24. PMID 15995828. S2CID 11969782. doi:10.1007/s10072-005-0444-3..
- Dichgans, M.; Mayer, M.; Uttner, I.;  . (1998). „The phenotypic spectrum of CADASIL: clinical findings in 102 cases”. Ann Neurol. 44 (5): 731—9. PMID 9818928. S2CID 22930880. doi:10.1002/ana.410440506..
- Lesnik Oberstein SAJ, van den Boom R, Middelkoop HAM;  . (2003). „Incipient CADASIL”. Arch Neurol. 60 (5): 707—12. PMID 12756134. S2CID 24625399. doi:10.1001/archneur.60.5.707..
- Chabriat, H.; Levy, C.; Taillia, H.;  . (1998). „Patterns of MRI lesions in CADASIL”. Neurology. 51 (2): 452—7. PMID 9710018. S2CID 29647351. doi:10.1212/WNL.51.2.452..
- Dichgans, M.; Filippi, M.; Brüning, R.; Iannucci, G.; Berchtenbreiter, C.; Minicucci, L.; Uttner, I.; Crispin, A.; Ludwig, H. (1999). „Quantitative MRI in CADASIL”. Neurology. 52 (7): 1361—1361. ISSN 0028-3878. doi:10.1212/wnl.52.7.1361.

## Spoljašnje veze
- „Cerebral autosomal dominant arteriopathy with subcortical infarcts and leukoencephalopathy”. Архивирано из оригинала 06. 05. 2019. г. — National Institutes of Health, USA (језик: енглески)
- „CADASIL: pathogenesis, clinical and radiological findings and treatment Arq. Neuro-Psiquiatr. 68  (2):[[Категорија:Cite journal]] São Paulo Apr. 2010”. Архивирано из оригинала 06. 11. 2018. г. Сукоб URL—викивеза (помоћ) (језик: енглески)

|  | Molimo Vas, obratite pažnju na važno upozorenje u vezi sa temama iz oblasti medicine (zdravlja). |